# ブラッキー・ローレス
ブラッキー・ローレス（Blackie Lawless、1956年9月4日 - ）は、アメリカ人のロック・ミュージシャン。ニューヨーク州スタテンアイランド出身。本名スティーヴン・エドワード・ダレン（Steven Edward Duren）。
1975年にロサンゼルスに移りバンド活動を開始。ジョニー・サンダース脱退後のニューヨーク・ドールズに短期間在籍した後、1976年には元ニューヨーク・ドールズのアーサー・ケイン率いる「キラー・ケイン・バンド」にブラッキー・グーズマン（Blackie Goozeman）名義で参加、リード・ボーカルとサイド・ギターを担当した。また、無名時代にはモトリー・クルー結成前のニッキー・シックスとサーカス・サーカス（Circus Circus）というバンドを組んでいたこともある。

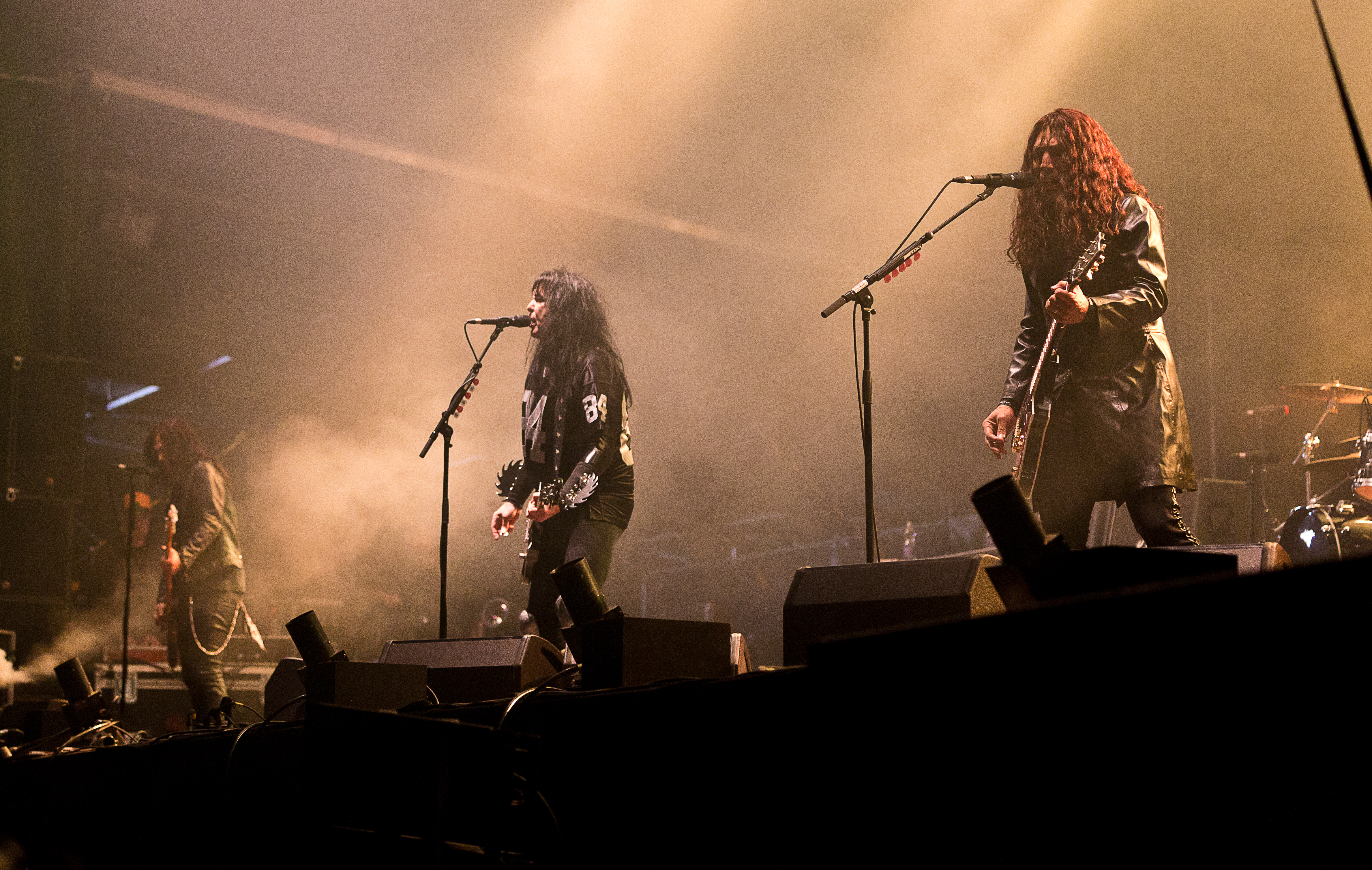
W.A.S.P.（2015年）

1982年、ヘヴィメタル・バンド「W.A.S.P.」を結成。当初はリード・ボーカルとベースを担当していたが、無名時代から一緒に活動していたギタリスト、ランディ・パイパーの脱退に伴いベースからリズムギターへとパートを変更した。以来、何度もメンバーチェンジを繰り返しながらも、現在までバンドの中心人物として、作詞・作曲、バンド・イメージの演出もすべて手がけている。
190cm以上の長身であり、若い頃はスリムな体型の持ち主だったが、現在は巨漢に近い体躯に変化してしまっている。自身の出自はネイティヴ・アメリカンにルーツを持つと述べている。